# Palazzo dell'Acqua Corrente
Il Palazzo dell'Acqua Corrente (Palacio de Aguas Corrientes in spagnolo) è uno storico edificio di stile eclettico di Buenos Aires in Argentina.

## Storia
Durante la seconda metà del XIX secolo la città di Buenos Aires conobbe una rapida crescita, sostenuta dall'arrivo di numerosissimi immigrati da oltre oceano. Le autorità dovettero quindi far fronte a una sempre maggiore domanda di servizi pubblici la cui offerta si trovava sempre in difetto. Di fronte agli allarmanti segni di carenza del sistema dell'acqua potabile, il governo argentino prese la decisione di fornire la capitale di un moderno sistema di acquedotti, approfittando della prosperità economica dell'epoca. Seguendo i progetti del 1886 dell'ingegnere civile inglese John Bateman, le autorità identificarono il sito in cui si sarebbe realizzato il deposito di acqua potabile nel settore settentrionale della città, e stabilirono che l'infrastruttura sarebbe stata alloggiata in un edificio sfarzoso ed elegante. Per la sua costruzione fu stanziata l'enorme cifra di 5.531.000 pesos fuertes.
La compagnia Samuel B. Hale y Co. venne incaricata dei lavori di costruzione, la quale assegnò la direzione dei lavori alla facciata esteriore a Juan B. Médici. Le opere seguirono i progetti messi a punto dall'ingegnere Carlos Nyströmer e dall'architetto Olaf Boye. I lavori, iniziati nel 1887, occuparono circa 400 operai e vennero portati a termine nel 1894 con l'inaugurazione del palazzo da parte del presidente Luis Sáenz Peña.
L'edificio è stato dichiarato monumento storico nazionale nel 1987.

## Descrizione
L'edificio, uno dei più riconoscibili di Buenos Aires, è frutto della predilezione per l'ecletticismo tipica dell'epoca. Lo stile del palazzo può essere vagamente inquadrato nei canoni dello stile Secondo Impero e si distingue per l'utilizzo di ceramiche policrome e per l'esuberante apparato decorativo della facciata.